# Објашњења Кемлеровог кода

## Гасовите супстанце
| 20  | Инертни гас                                              |
| 22  | Охлађени гас                                             |
| 223 | Охлађени запаљиви гас                                    |
| 225 | Охлађени оксидирајући (пожар-интензивирајући) гас        |
| 23  | Запаљив гас                                              |
| 236 | Запаљив гас, токсичан                                    |
| 239 | Запаљив гас који спонтано може довести до бурне реакције |
| 25  | Оксидирајући (пожар-интензивирајући) гас                 |
| 26  | Токсичан гас                                             |
| 265 | Токсичан гас, оксидирајући (пожар-интензивирајући)       |
| 266 | Високо токсичан гас                                      |
| 268 | Токсичан гас, корозиван                                  |
| 286 | Корозиван гас, токсичан                                  |

## Запаљиве супстанце
| 30   | Запаљива течност или само-загревајућа течност                                       |
| 323  | Запаљива течност која реагује са водом емитујући и запаљиве гасове                  |
| X323 | Запаљива течност која реагује опасно са водом и емитује запаљиве гасове             |
| 33   | Високо запаљива течност (тачка запаљивости испод 21 °)                              |
| X333 | Порифорна течност                                                                   |
| 336  | Високо запаљива течност, токсична                                                   |
| 338  | Високо запаљива течност, корозивна                                                  |
| X338 | Високо запаљива течност, корозивна, која опасно реагује са водом                    |
| 339  | Високо запаљива течност, која спонтано доводи до бурне реакције                     |
| 36   | Само-загевајућа течност, токсична                                                   |
| 362  | Запаљива течност, токсична                                                          |
| X362 | Запаљива течност, токсична, која реагује опасно са водом емитујући запаљиве гасове  |
| 38   | Само-загревајућа течности, корозивна                                                |
| 382  | Запаљива течност, корозивна, која реагује са водом емитујући запаљиве гасове        |
| X382 | Запаљива течност, корозивна, која реагује опасно са водом емитујући запаљиве гасове |
| 39   | Запаљива течности, која може спонтано довести до бурне реакције                     |

## Чврсте супстанце
| 40   | Запаљива самозагревајућа чврста материја                                         |
| 423  | Чврста материја, која регује са водом емитујући запаљиве гасове                  |
| X423 | Запаљива чврста материја која реагује опасно са водом емитујући запаљиве гасове  |
| 44   | Запаљива чврста материја, у истопљеном стању, на повишеној температури           |
| 446  | Запаљива чврста материја, токсична, у истопљеном стању, на повишеној температури |
| 46   | Запаљива или само-загревајућа чврста материја, токсична                          |
| 462  | Токсична чврста материја, која реагује са водом емитујући запаљиве гасове        |
| 48   | Запаљива или само-загревајућа чврста материја, корозивна                         |
| 482  | Корозивна чврста материја, која реагује са водом емитујући запаљиве гасове       |

## Оксидирајуће материје
| 50  | Оксидирајућа (пожар-интензивирајући) супстанца                            |
| 539 | Запаљиви органски пероксид                                                |
| 55  | Јако оксидирајућа супстанца                                               |
| 556 | Јако оксидирајућа супстанца, токсична                                     |
| 558 | Јако оксидирајућа супстанца, корозивна                                    |
| 559 | Јако оксидирајућа супстанца, која може спонтано довести до бурне реакције |
| 56  | Оксидирајућа супстанца, токсична                                          |
| 568 | Оксидирајућа супстанца, токсична, корозивна                               |
| 58  | Оксидирајућа супстанца, корозивна                                         |
| 59  | Оксидирајућа супстанца, која може спонтано довести до бурне реакције      |

## Токсичне материје
| 60  | Токсична или штетна супстанца                                                                                                |
| 63  | Токсична или штетна супстанца, запаљива (тачка запаљивости између 21 ° и 55 °)                                               |
| 638 | Токсична или штетна супстанца, запаљива (тачка запаљивости између 21 ° и 55 °), корозивна                                    |
| 639 | Токсична или штетна супстанца, запаљива (тачка запаљивости између 21 ° и 55 °), која може спонтано довести до бурне реакције |
| 66  | Високо токсична супстанца |
| 663 | Високо токсична супстанца (тачка запаљивости преко 55 °)                                                                     |
| 68  | Токсична или штетна супстанца, корозивна                                                                                     |
| 69  | Токсична или штетна супстанца, која може спонтано довести до бурне реакције                                                  |

## Радиоактивне материје
| 70  | Радиоактивна материја                                            |
| 72  | Радиоактиван гас                                                 |
| 723 | Радиоактиван гас, запаљив                                        |
| 73  | Радиоактивна течност, запаљива (тачка запаљивости не преко 55 °) |
| 74  | Радиоактивна чврста материја, запаљива                           |
| 75  | Радиоактивна материја, оксидирајућа                              |
| 76  | Радиоактивна материја, токсична                                  |
| 78  | Радиоактивна материја, корозивна                                 |

## Корозивне супстанце
| 80   | Корозивна или слабо корозивна супстанца |
| X80  | Корозивна или слабо корозивна супстанца, која реагује опасно са водом                                                                                         |
| 83   | Корозивна или слабо корозивна супстанца, запаљива (тачка запаљивости између 21 ° и 55 °)                                                                      |
| X83  | Корозивна или слабо корозивна супстанца, запаљива (тачка запаљивости између 21 ° и 55 °), која реагује опасно са водом                                        |
| 839  | Корозивна или слабо корозивна супстанца, запаљива (тачка запаљивости између 21 ° и 55 °), која спонтано може до бурне реакције                                |
| X839 | Корозивна или слабо корозивна супстанца, запаљива (тачка запаљивости између 21 ° и 55 °), која спонтано може до бурне реакције и која опасно реагује са водом |
| 85   | Корозивна или слабо корозивна супстанца, оксидирајућа (пожар-интензивирајући)                                                                                 |
| 856  | Корозивна или слабо корозивна супстанца, оксидирајућа (пожар-интензивирајући) и токсична                                                                      |
| 86   | Корозивна или слабо корозивна супстанца, токсична |
| 88   | Високо корозивна супстанца |
| X88  | Високо корозивна супстанца, која реагује опасно са водом |
| 883  | Високо корозивна супстанца, запаљива (тачка запаљивости између 21 ° и 55 °)                                                                                   |
| 885  | Високо корозивна супстанца, оксидирајућа (пожар-интензивирајући)                                                                                              |
| 886  | Високо корозивна супстанца, токсична |
| X886 | Високо корозивна супстанца, токсична, која реагује опасно са водом                                                                                            |
| 89   | Корозивна или слабо корозивна супстанца, која може спонтано довести до бурне реакције                                                                         |

## Мешовите опасне супстанце
| 90 | Мешовите опасне супстанце |